# Zagrebačka nogometna zona 1967./68.
Zagrebačka nogometna zona  je bila jedna od zona Prvenstva Hrvatske, te liga trećeg stupnja nogometnog prvenstva Jugoslavije u sezoni 1967./68. 
 
Sudjelovalo je 14 klubova, a prvak je bio "Metalac" iz Zagreba. 

## Ljestvica
| mj. | klub                | ut. | pob. | ner. | por. | gol+ | gol- | bod |
| --- | ------------------- | --- | ---- | ---- | ---- | ---- | ---- | --- |
| 1.  | Metalac Zagreb      | 26  | 18   | 4    | 4    | 63   | 23   | 40  |
| 2.  | Jedinstvo Zagreb    | 26  | 14   | 5    | 7    | 60   | 27   | 33  |
| 3.  | Sloga Čakovec       | 26  | 12   | 7    | 7    | 51   | 47   | 31  |
| 4.  | Karlovac            | 26  | 12   | 6    | 8    | 51   | 41   | 30  |
| 5.  | MTČ Čakovec         | 26  | 9    | 9    | 8    | 41   | 43   | 27  |
| 6.  | Sljeme Sesvete      | 26  | 10   | 5    | 11   | 54   | 45   | 25  |
| 7.  | Samobor             | 26  | 11   | 3    | 12   | 47   | 60   | 25  |
| 8.  | Segesta Sisak       | 26  | 11   | 2    | 13   | 59   | 46   | 24  |
| 9.  | Rudeš Zagreb        | 26  | 9    | 6    | 11   | 37   | 36   | 24  |
| 10. | Oroteks Oroslavje   | 26  | 8    | 8    | 10   | 45   | 53   | 24  |
| 11. | Slaven Koprivnica   | 26  | 8    | 7    | 11   | 34   | 50   | 23  |
| 12. | Gavrilović Petrinja | 26  | 8    | 7    | 11   | 34   | 60   | 23  |
| 13. | Elektrostroj Zagreb | 26  | 9    | 4    | 13   | 30   | 41   | 22  |
| 14. | Metalac Sisak       | 26  | 5    | 5    | 16   | 33   | 54   | 15  |

## Rezultatska križaljka
| kratica | klub                | ELS | GAV | JED | KAR | METS | METZ | MTČ | ORO | RUD | SAM | SEG | SLA | SLO | SLJE |
| --- | ------------------- | --- | --- | --- | --- | ---- | ---- | --- | --- | --- | --- | --- | --- | --- | ---- |
| ELS | Elektrostroj Zagreb |     |     |     |     |      |      |     |     |     |     | 3:2 |     |     |      |
| GAV | Gavrilović Petrinja |     |     |     |     |      |      |     |     |     |     | 1:0 |     |     |      |
| JED | Jedinstvo Zagreb    |     |     |     |     |      |      |     |     |     |     | 3:1 |     |     |      |
| KAR | Karlovac            |     |     |     |     |      |      |     |     |     |     | 2:1 |     |     |      |
| METS | Metalac Sisak       |     |     |     |     |      |      |     |     |     |     | 0:1 |     |     |      |
| METZ | Metalac Zagreb      |     |     |     |     |      |      |     |     |     |     | 1:0 |     |     |      |
| MTČ | MTČ Čakovec         |     |     |     |     |      |      |     |     |     |     | 0:0 |     |     |      |
| ORO | Oroteks Oroslavje   |     |     |     |     |      |      |     |     |     |     | 2:1 |     |     |      |
| RUD | Rudeš Zagreb        |     |     |     |     |      |      |     |     |     |     | 1:4 |     |     |      |
| SAM | Samobor             |     |     |     |     |      |      |     |     |     |     | 3:1 |     |     |      |
| SEG | Segesta Sisak       | 5:0 | 4:0 | 0:5 | 3:2 | 1:2  | 1:2  | 6:4 | 7:0 | 8:3 | 1:2 |     | 5:0 | 4:2 | 1:0  |
| SLA | Slaven Koprivnica   |     |     |     |     |      |      |     |     |     |     | 0:0 |     |     |      |
| SLO | Sloga Čakovec       |     |     |     |     |      |      |     |     |     |     | 3:1 |     |     |      |
| SLJE | Sljeme Sesvete      |     |     |     |     |      |      |     |     |     |     | 5:1 |     |     |      |
| |                     |     |     |     |     |      |      |     |     |     |     |     |     |     |      |
| podebljan rezultat - utakmice od 1. do 13. kola (1. utakmica između klubova) rezultat normalne debljine - utakmice od 14. do 26. kola (2. utakmica između klubova) rezultat nakošen - nije vidljiv redoslijed odigravanja međusobnih utakmica iz dostupnih izvora rezultat smanjen * - iz dostupnih izvora nije uočljiv domaćin susreta prekrižen rezultat - poništena ili brisana utakmica p - utakmica prekinuta 3:0 p.f. / 0:3 p.f. - rezultat 3:0 bez borbe |                     |     |     |     |     |      |      |     |     |     |     |     |     |     |      |

 Izvori: